# Herr Lehmann (Film)
Herr Lehmann ist eine deutsche Tragikomödie des Regisseurs Leander Haußmann aus dem Jahr 2003. Sie basiert auf dem gleichnamigen Romandebüt von Sven Regener.

## Handlung
West-Berlin kurz vor dem Fall der Mauer 1989. Frank Lehmann wird bald 30 Jahre alt und von seinen Freunden daher scherzhaft nur noch „Herr Lehmann“ genannt. Er jobbt als Barkeeper und kommt so über die Runden. Keiner kann ahnen, dass der Kreuzberger Kieztrott durch den Fall der Mauer bald jäh durcheinandergewirbelt wird. Der erstmalige Besuch seiner Eltern in Berlin droht Lehmann bereits in eine kleine Krise zu stürzen. Denn die vermeintliche Erwartung an die Karriere ihres Sohnes und sein tatsächliches, eher gemächliches Alltagsleben stehen in einem krassen Missverhältnis. Sein Kiezalltag im Allgemeinen und seine noch junge Liebe zu Katrin im Besonderen sind ihm eigentlich schon genug an Herausforderungen.

## Drehorte
Der Film spielt die meiste Zeit an bekannten Orten in Berlin-Kreuzberg. Gedreht wurde im Prinzenbad in der Nähe des U-Bahnhofs Prinzenstraße, in der Kneipe „Zum Elefanten“ am Heinrichplatz, im Dönerimbiss „Mısır Çarşısı“ an der Skalitzer Straße am Kottbusser Tor oder im „Madonna“ in der Wiener Straße. Weitere Szenen entstanden in der Gegend um die Oranienstraße. Die Szenen in der „Markthallenkneipe“, Erwins Lokal, wurden in Kölner Filmstudios gedreht. Die Filmszene im Kinosaal entstand im Filmrauschpalast der Kulturfabrik Moabit. Weitere Szenen, die nicht in der Endfassung, sondern nur auf der DVD unter „Gelöschte Szenen“ zu sehen sind, wurden am Kurfürstendamm und am U-Bahnhof Wittenbergplatz gedreht.
Die übrigen Außenszenen wurden nicht an Originalschauplätzen, sondern in den großen Freiluftkulissen auf dem Gelände von Studio Babelsberg in Potsdam aufgenommen, wo Regisseur Leander Haußmann bereits seinen ersten Spielfilm „Sonnenallee“ gedreht hatte.

## Kritiken
„Der episodisch strukturierte Film zeichnet Kreuzberg als entrückt-narkotisiertes Paralleluniversum voller Biertrinker, die nicht erwachsen werden wollen; doch die Inszenierung vermag den Stoff nicht zur Replik auf linke Mythen umzumünzen, sondern verpufft in Belanglosigkeit.“

## Auszeichnungen
Beim 54. Deutschen Filmpreis 2004 in Berlin wurde der Film mit zwei Lolas in Gold ausgezeichnet, für Detlev Buck als Besten Nebendarsteller und für das beste verfilmte Drehbuch von Sven Regener.
Beim Bayerischen Filmpreis 2003 wurde Christian Ulmen als Bester Hauptdarsteller ausgezeichnet.
Die Deutsche Film- und Medienbewertung FBW in Wiesbaden verlieh dem Film das Prädikat „besonders wertvoll“.

## Sonstiges
2010 erschien das Prequel Neue Vahr Süd, das Phasen aus Frank Lehmanns Leben als 20-Jähriger behandelt.